# كريستي جنكينز
كريستي جنكينز (بالإنجليزية: Christie Jenkins)‏ هي ترامبولينية ‏ أسترالية، ولدت في 26 مارس 1988.